# Haakon VI di Norvegia
Haakon VI Magnusson (1340 – Oslo, agosto/settembre 1380) fu re di Norvegia dal 1355 al 1380 e co-reggente di Svezia dal 1362 al 1364.

## Biografia
Attraverso alleanze politiche e matrimoni Haakon VI gettò le basi per l'Unione di Kalmar del 1397. L'unione riunì la Norvegia, la Danimarca e la Svezia.
Figlio di Magnus IV di Svezia e pronipote di Haakon V, partecipò con il padre alla repressione di una rivolta di nobili svedesi, guidata dal fratello Erik, ricevendo come ricompensa nel 1362 il governo congiunto della Svezia.
Precedentemente era stato nominato unico erede di Norvegia.
Due anni dopo fu sconfitto e catturato dagli svedesi insieme al padre, ma Haakon non riuscì a soccorrerlo fino al 1371.
Tuttavia, nel 1363 sposò Margherita I di Danimarca, figlia di Valdemaro IV di Danimarca, e nel 1375 suo figlio Olav divenne re dei danesi. Nel 1376 Haakon concluse anche un trattato commerciale con la Lega Anseatica.
Alla sua morte anche Olaf divenne re di Norvegia.

## Ascendenza
|                       |                    |                           | Genitori                |  |  | Nonni |  |  | Bisnonni             |  |  | Trisnonni        |  |
|                       |                    |                           |                         |  |  |       |  |  | Magnus III di Svezia |  |  | Birger Magnusson |  |
|                       |                    |                           |                         |  |  |       |  |  | Magnus III di Svezia |  |  | Birger Magnusson |  |
|                       |                    | Ingeborg Eriksdotter      |                         |  |  |       |  |  | Magnus III di Svezia |  |  |                  |  |
| Erik Magnusson        |                    |                           |                         |  |  |       |  |  | Magnus III di Svezia |  |  |                  |  |
|                       |                    | Helvig di Holstein        | Gerhard I di Holstein   |  |  |       |  |  |                      |  |  |                  |  |
|                       |                    | Helvig di Holstein        | Gerhard I di Holstein   |  |  |       |  |  |                      |  |  |                  |  |
|                       |                    | Helvig di Holstein        | …                       |  |  |       |  |  |                      |  |  |                  |  |
| Magnus IV di Svezia   |                    | Helvig di Holstein        |                         |  |  |       |  |  |                      |  |  |                  |  |
|                       |                    | Haakon V di Norvegia      | Magnus VI di Norvegia   |  |  |       |  |  |                      |  |  |                  |  |
|                       |                    | Haakon V di Norvegia      | Magnus VI di Norvegia   |  |  |       |  |  |                      |  |  |                  |  |
|                       |                    | Haakon V di Norvegia      | Ingeborg di Danimarca   |  |  |       |  |  |                      |  |  |                  |  |
| Ingeborg di Norvegia  |                    | Haakon V di Norvegia      |                         |  |  |       |  |  |                      |  |  |                  |  |
|                       |                    | Eufemia di Rugia          | …                       |  |  |       |  |  |                      |  |  |                  |  |
|                       |                    | Eufemia di Rugia          | …                       |  |  |       |  |  |                      |  |  |                  |  |
|                       |                    | Eufemia di Rugia          | …                       |  |  |       |  |  |                      |  |  |                  |  |
| Haakon VI di Norvegia |                    | Eufemia di Rugia          |                         |  |  |       |  |  |                      |  |  |                  |  |
|                       | Guido di Dampierre | Guglielmo II di Dampierre |                         |  |  |       |  |  |                      |  |  |                  |  |
|                       | Guido di Dampierre | Guglielmo II di Dampierre |                         |  |  |       |  |  |                      |  |  |                  |  |
|                       | Guido di Dampierre | Margherita II di Fiandra  |                         |  |  |       |  |  |                      |  |  |                  |  |
| Giovanni I di Namur   | Guido di Dampierre |                           |                         |  |  |       |  |  |                      |  |  |                  |  |
|                       |                    | Isabella di Lussemburgo   | Enrico V di Lussemburgo |  |  |       |  |  |                      |  |  |                  |  |
|                       |                    | Isabella di Lussemburgo   | Enrico V di Lussemburgo |  |  |       |  |  |                      |  |  |                  |  |
|                       |                    | Isabella di Lussemburgo   | Margherita di Bar       |  |  |       |  |  |                      |  |  |                  |  |
| Bianca di Namur       |                    | Isabella di Lussemburgo   |                         |  |  |       |  |  |                      |  |  |                  |  |
|                       |                    | Filippo d'Artois          | Roberto II d'Artois     |  |  |       |  |  |                      |  |  |                  |  |
|                       |                    | Filippo d'Artois          | Roberto II d'Artois     |  |  |       |  |  |                      |  |  |                  |  |
|                       |                    | Filippo d'Artois          | Amicie de Courtenay     |  |  |       |  |  |                      |  |  |                  |  |
| Maria d'Artois        |                    | Filippo d'Artois          |                         |  |  |       |  |  |                      |  |  |                  |  |
|                       |                    | Bianca di Bretagna        | Giovanni II di Bretagna |  |  |       |  |  |                      |  |  |                  |  |
|                       |                    | Bianca di Bretagna        | Giovanni II di Bretagna |  |  |       |  |  |                      |  |  |                  |  |
|                       |                    | Bianca di Bretagna        | Beatrice d'Inghilterra  |  |  |       |  |  |                      |  |  |                  |  |
|                       |                    | Bianca di Bretagna        |                         |  |  |       |  |  |                      |  |  |                  |  |